# Plazma (minerał)
Plazma – rzadka odmiana chalcedonu z nieregularnie rozmieszczonymi białymi lub żółtymi plamkami. Plazma występuje w odcieniach od jasnozielonego do ciemnozielonego, jest przeświecająca lub nieprzezroczysta. Barwę wywołują drobne wrostki chlorytów, amfiboli lub serpentynów. Występuje w zwietrzelinach skał ultrazasadowych i serpentynitów, rzadziej jako składnik konkrecji skał węglanowych.